# Hvilsom
Hvilsom er en landsby i det sydlige Himmerland med 243 indbyggere  (2025). Hvilsom er beliggende 12 kilometer vest for Hobro og ni kilometer sydøst for Aalestrup. Nærmeste by er Stenild syv kilometer mod nordøst.
Landsbyen ligger i Region Nordjylland og hører til Mariagerfjord Kommune. Fra 1970 til 2007 var Hvilsom en del af Aalestrup Kommune, men fik ved en folkeafstemning valget mellem at følge resten af kommunen til Vesthimmerlands Kommune eller blive lagt sammen med Mariagerfjord Kommune. Folkeaftemningen faldt ud til fordel for Mariagerfjord med et flertal på ca. 60%
Hvilsom er desuden beliggende i Hvilsom Sogn. Den blev i 1995 kåret til Årets Landsby af foreningen Landsbyerne i Danmark.
I bebyggelsen ligger bl.a. Hvilsom Kirke, Hvilsom Kulturhus, og Hvilsom Friskole. Den lokale idrætsklub er I.F. KVIK, der bl.a. udbyder håndbold og fodbold. Klubben er en fusion mellem idrætsforeningerne i Hvam Stationsby, Hvilsom og Simested.
Der er ligeledes en børnehave. Blandt personer som har boet i Hvilsom er fx sangerinden Drew Sycamore.
Der bliver holdt forskellige arrangementer i løbet af året, som afholdes af de forskellige foreninger, såsom fællesspisninger, dilettant, julefrokost, landbyfest, avisindsamlinger, sankt hans, fastelavn mm.